# Neastacilla richardsonae
Neastacilla richardsonae är en kräftdjursart som beskrevs av Oleg Grigor'evich Kussakin 1982. Neastacilla richardsonae ingår i släktet Neastacilla och familjen Arcturidae. Inga underarter finns listade i Catalogue of Life.